# Андауа-Оркопампа
Андауа-Оркопампа — вулкан. Располагается в регионе Арекипа, Перу.
Андауа-Оркопампа (исп. Andahua-Orcopampa) — вулканическое поле состоящее из шлаковых конусов. Высшей точкой считается шлаковый конус Мисауана-Маурас, высотой 4713 метров. Находится на западной оконечности хребта Кордильера Оксиденталь, в 20 километрах к северо-западу от стратовулкана Коропуна. Находится в так называемой "долине вулканов". В районе Андауа-Оркопампы сосредоточено около 40 шлаковых вулканов, которые расположены на территории 240 км² и занимают более 50% долины.
Почвы вулканической долины состоят преимущественно из трахитов и андезитов. Возраст Андауа считается молодой. Вулканическая деятельность в данном районе возможно была несколько сотен лет назад, на это указывает малозаселённость и сохранившиеся разрушенные здания. Есть сообщения, что он был активен в инкский период и в 1913 году. Застывшие потоки лавы перекрывают высокогорные долины и образуют местами небольшие озёра.